# Österreichische Badminton-Bundesliga 2017/18
Die Österreichische Badminton-Bundesliga der Saison 2017/18 bestand aus einer Vorrunde im Modus Jeder-gegen-jeden und anschließenden Halbfinal- und Finalspielen. Meister wurde ASKÖ Traun.

## Vorrunde
| Platz | Team                              | Spiele | G | U | V | Punkte | Spielpunkte | Sätze  | Bälle     |
| ----- | --------------------------------- | ------ | - | - | - | ------ | ----------- | ------ | --------- |
| 1     | ASKÖ Traun                        | 10     | 7 | 1 | 2 | 15     | 46-34       | 100-82 | 3317-3083 |
| 2     | Raiffeisen UBSC Wolfurt           | 10     | 6 | 1 | 3 | 13     | 46-34       | 111-90 | 3807-3616 |
| 3     | Askö kelag Kärnten                | 10     | 4 | 3 | 3 | 11     | 46-34       | 109-85 | 3636-3385 |
| 4     | Badminton Club Montfort Feldkirch | 10     | 4 | 2 | 4 | 10     | 49-31       | 107-76 | 3396-3220 |
| 5     | AS Logistik Mödling               | 10     | 4 | 2 | 4 | 10     | 44-36       | 104-87 | 3547-3404 |
| 6     | WBH Wien                          | 10     | 0 | 1 | 9 | 1      | 26177       | 35-146 | 2675-3670 |

## Halbfinale
- ASKÖ Traun – Badminton Club Montfort Feldkirch: 5:1, 6:1
- Raiffeisen UBSC Wolfurt – Askö kelag Kärnten: 5:3, 4:3

## Finale
- ASKÖ Traun – Raiffeisen UBSC Wolfurt: 4:3, 3:5, 5:2